# 치윤
치윤(置閏, intercalation)은 달력과 날짜를 일치시키기 위해 삽입하는 것이다.
날을 삽입하면 윤일, 주를 삽입하면 윤주, 월을 삽입하면 윤달이라고 한다. 치윤되어 길어진 해를 윤년이라고 한다.

## 같이 보기
- 태음태양력
- 이집트력
- 이슬람력
- 태국 태음력
- 세계력